# La Semaine du Pays basque

La Semaine du Pays basque est un hebdomadaire régional d'informations générales publié depuis 1993.

## Historique
Le premier numéro de La Semaine du Pays basque parait le 10 septembre 1993. L’hebdomadaire a bénéficié d'aides du quotidien basque espagnol El Diario Vasco, de Saint-Sébastien (Espagne). La Semaine du Pays basque, imprimée par le Diario Vasco, a repris aussi nombre d'informations du Guipuscoa voisin.
En avril 1996, le groupe de presse espagnol Bilbao Editorial devient actionnaire (34 % du capital)  des éditions de La Semaine, la société de Bayonne éditrice de La Semaine du Pays basque et, depuis fin 1995, de La Semaine des Landes.
En septembre 1997, le groupe Sud Ouest devient actionnaire (16 % du capital) de la société des éditions de La Semaine.

## Offre éditoriale
Le fondateur de La Semaine, qui a fait, dès 1993, le pari du « retour du public à l'information de territoire », veut répondre « au retour du public à l'information de terroir ».
La publication couvre le territoire des sept provinces basques traditionnelles : le Labourd, la Basse-Navarre, la Soule (en France) ; l'Alava, la Biscaye, le Guipuscoa et la Navarre (en Espagne).